# Leo Ekmark
Leo Otto Ekmark, född 28 januari 1886 i Överluleå församling, död 24 juni 1966 i Nederkalix församling, var en svensk präst.
Ekmark var son till sågverksägaren Lars Ekmark och Hilda Schlytern. Sedan modern blivit änka med flera barn kom han att växa upp i Töre. Efter läroverksstudier i Luleå kom han 1907 till Uppsala universitet, där han blev teologie kandidat 1912 men även avlade folkskollärarexamen 1912. I juni samma år prästvigdes Ekmark för Luleå stift med missiv till Nederalix församling och Vilhelmina församling, varefter han 1913 blev kontraktsadjunkt i Lappmarkens första och andra kontrakt. År 1914 blev han tillförordnad kyrkoherde i det nybildade pastoratet Töre församling och fick ordinarie tjänst där 1 juli 1918. Ekmark blev kontraktsprost i Norrbottens södra kontrakt 1947 och pensionerades 1947. Han var ogift och flyttade på sin ålderdom till Kalix, där hans ogifta systrar var bosatta.
Ekmark var ledamot av Luleå domkapitel mellan 1939 och 1953 samt ledamot av Kyrkomötet 1941, 1946. 1948 och 1953. Han tilldelades Vasaorden 1928.